# 约翰·诺克斯宅第

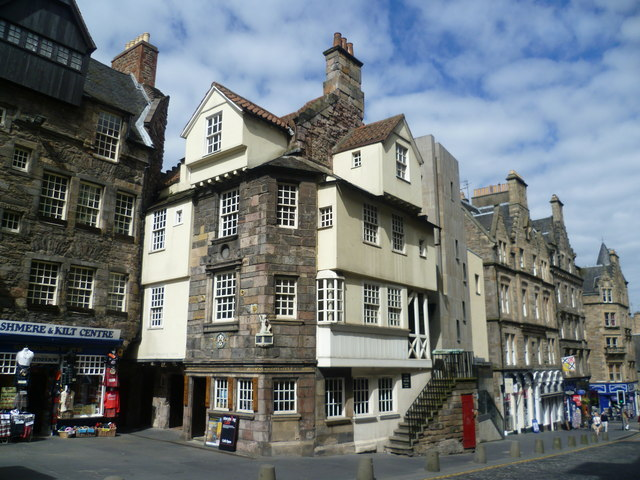
约翰·诺克斯宅第

约翰·诺克斯宅第（John Knox House）是苏格兰爱丁堡的一座历史建筑，被认为是16世纪新教改革家约翰·诺克斯的故居。实际上他住在Warriston Close，在那里有一块匾指示他居住地的大致位置。

## 历史

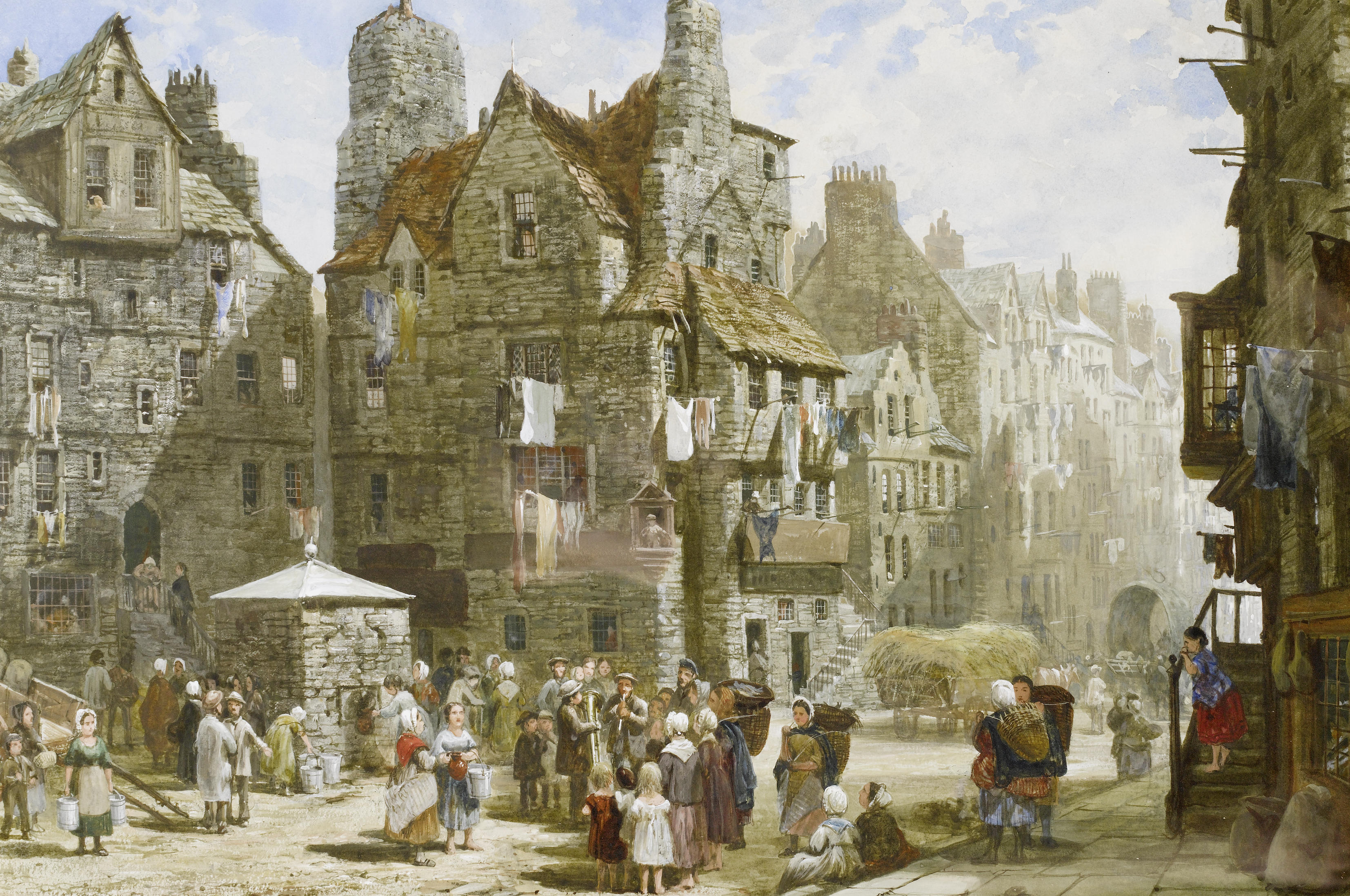

房子本身建于1490年，设有一个精美的木廊和苏格兰文艺复兴手绘天花板。它属于Walter Reidpath，他的孙子John Arres继承了它，又在1556年把它传给了他的女儿Mariota Arres。 她的丈夫金匠詹姆斯·摩斯曼为詹姆斯五世重塑了苏格兰的王冠。当玛丽一世在英格兰流放时，他仍然忠于她。在内战期间，他在爱丁堡城堡工作，为她的支持者制作硬币。当城堡在1573年8月投降时，摩斯曼被绞死后再斩首。这房子被没收，并以詹姆士六世及一世的名义给了给詹姆斯·卡迈克尔。
在接下来的几个世纪，陆续添加许多装饰和绘画。现在该建筑是一个博物馆，由苏格兰教会拥有，作为新的，相邻的苏格兰叙事中心（Scottish Storytelling Centre）的一部分管理。

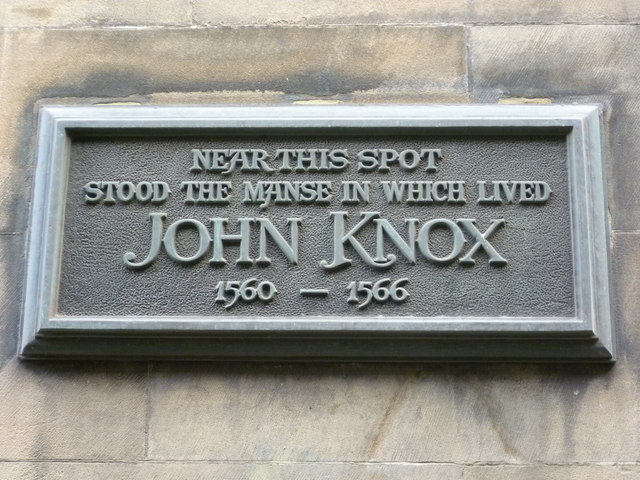